# Saint-Sauveur-en-Rue
Saint-Sauveur-en-Rue település Franciaországban, Loire megyében. Lakosainak száma 1083 fő (2022. január 1.). Saint-Sauveur-en-Rue La Versanne, Riotord, Bourg-Argental, Burdignes és Saint-Régis-du-Coin községekkel határos.

## Népesség
A település népessége az elmúlt években az alábbi módon változott:
| Lakosok száma | 1266 | 1136 | 1053 | 1103 | 1133 | 1107 | 1095 | 1088 | 1086 | 1083 |
|               | 1968 | 1982 | 1990 | 2006 | 2013 | 2015 | 2017 | 2019 | 2020 | 2022 |